# Blindia crispula
Blindia crispula là một loài rêu trong họ Seligeriaceae. Loài này được (Hedw.) Müll. Hal. mô tả khoa học đầu tiên năm 1851.